# Lübecker Landgraben

Lübecker Landgraben

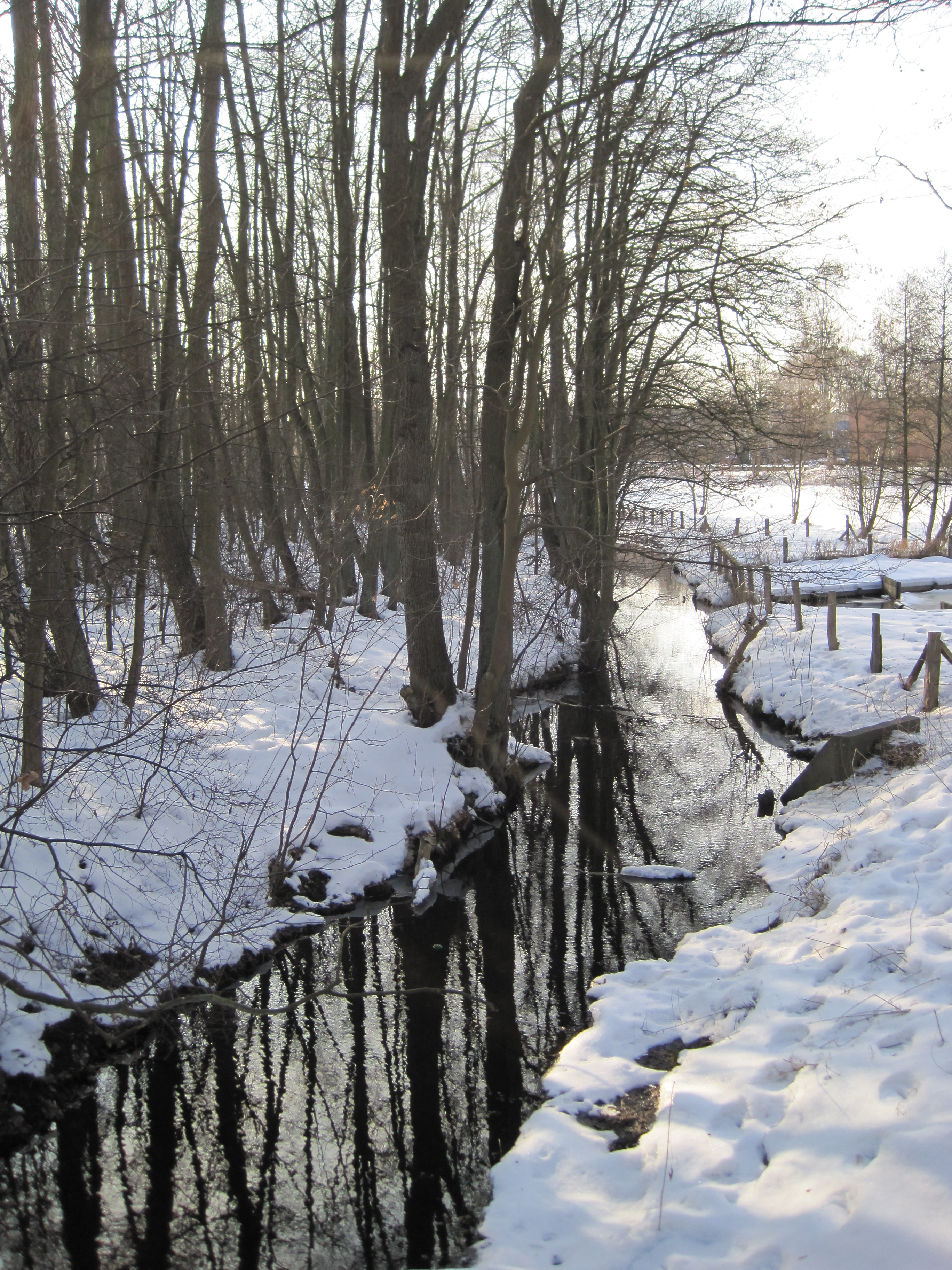
Landgraben an der Brandenbaumer Landstraße

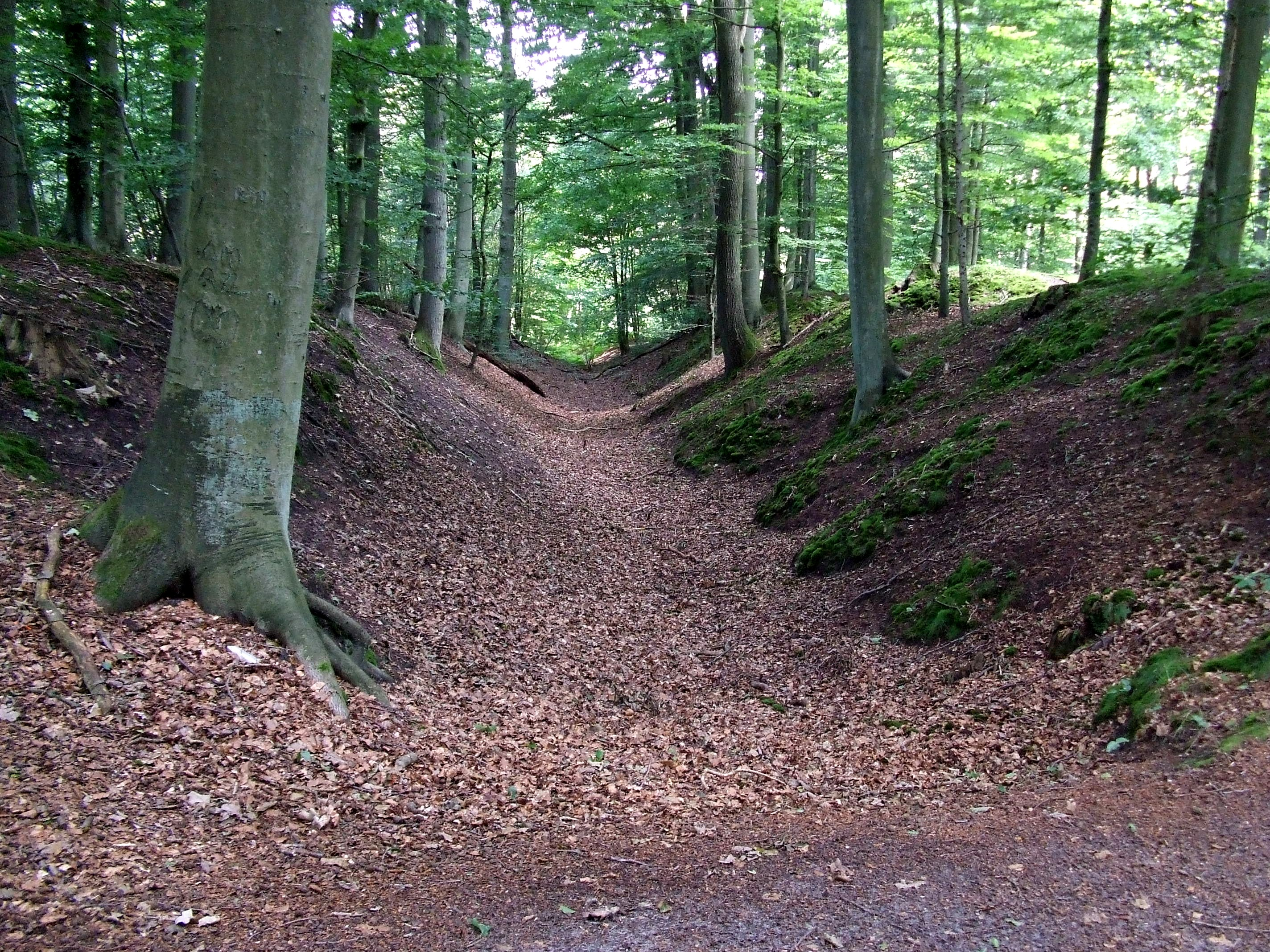
Schwedenschanze

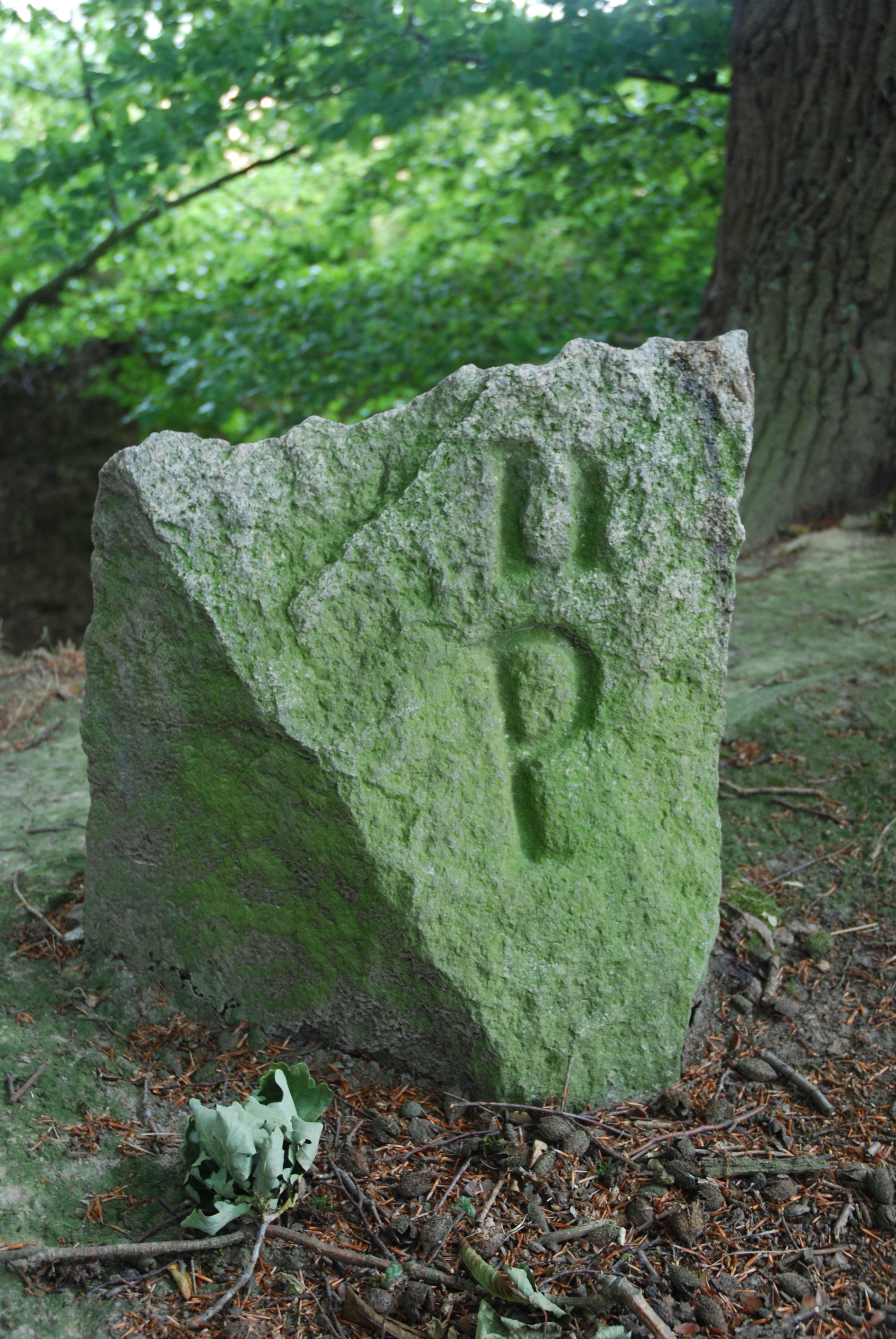
Grenzstein am Landgraben

Der Landgraben und einige Wälle (insbesondere die sogenannte Schwedenschanze im Lauerholz) bilden die mittelalterliche Landwehr, mit der Lübeck wie andere Städte im Mittelalter sein städtisches Vorfeld sicherte.

## Geschichte und Verlauf
Bei der Anlage des Landgrabens ab 1303 – wohl nach einem Überfall des askanischen Herzogs Otto im Jahr 1301 – legte man es darauf an, möglichst viele natürliche Gewässer in seinen Lauf einzubeziehen, deren Namen dann im Laufe der Zeit teilweise sogar als Gewässerbezeichnung verloren gingen. Die Fertigstellung erfolgte um 1350.
Die Funktionsweise dieser Landwehr ist nicht vollständig geklärt. Jedenfalls konnte sie wegen ihrer Länge nicht vollständig bemannt werden und auch den Ansturm von Feinden nur aufhalten und nicht verhindern. Wahrscheinlich liegt darin und in der sinnfälligen Markierung von Zollgrenzen die Funktion. An den großen Straßen von Eutin am Tremser Teich, von Segeberg am Steinrader Damm, von Oldesloe am Moislinger Baum, von Hamburg am Krummesser Baum, von Ratzeburg und Mölln am Grönauer Baum und schließlich von Wismar bei Schlutup sind besondere Sicherungen bekannt. In Trems, Schlutup, Brandenbaum sowie am Grönauer und Krummesser Baum haben sogar Türme gestanden. An ihnen sind zum Beispiel 1506 Auseinandersetzungen mit den Mecklenburgern am Schlutuper Turm oder 1509 mit den Dänen am Tremser Turm bezeugt. Die Kontrollposten wurden vom Lübecker Stadtmilitär besetzt. Als letzter der Türme wurde 1809 der Turm am Grönauer Baum abgerissen.
Der Landgraben verläuft im Wesentlichen durch die heutigen Stadtteile St. Jürgen, St. Lorenz, Schlutup und St. Gertrud, und zwar von der Wakenitz mit dem Lauf der Strecknitz über den Grönauer Baum bis zum Krummesser Baum, von dort Richtung Norden bis zum Moislinger Baum und weiter Richtung Osten nach Roggenhorst. Jenseits der Bundesautobahn 1 führt er Richtung Norden über den Steinrader Baum, dann als Fackenburger Landgraben bis zum Tremser Teich. In diesem Bereich verläuft parallel ein Fußweg. Im Norden bildete die Trave bis Schlutup diese Grenze.
Von Schlutup führt der Landgraben durch den Schwarzmühlenteich an den sogenannten Schwedenschanzen mit dem Lauf der Hertogenbeke bis in die Wakenitz. Die Bezeichnung Schwedenschanze hat keinen historischen Hintergrund. In diesem Bereich bildet der Landgraben teilweise auch die Grenze zu Mecklenburg-Vorpommern. Er hat zwei Fließrichtungen, etwa ab dem Schwarzmühlenteich fließt er sowohl in Richtung Wakenitz nach Süden als auch durch den Schlutuper Mühlenteich in Richtung Trave nach Norden.
Beim Bau des Bahndamms der Bahnstrecke Lübeck–Bad Kleinen musste ein Stück des Landgrabens verlegt werden, wodurch sich auch die Grenze zwischen der Freien und Hansestadt Lübeck und dem Fürstentum Ratzeburg verschob. Der neue Verlauf von Landgraben und Grenze wurde durch einen Grenzrezess zwischen Lübeck und Mecklenburg-Strelitz vom 19./21. Januar 1869 kodifiziert.

## Schutz
Als Kulturdenkmal von besonderem stadt- und landesgeschichtlichem Wert, das einen prägenden Wert für die Kulturlandschaft besitzt, wurde der gesamte Verlauf 2015 in die Denkmalliste nach dem Denkmalschutzgesetz (Schleswig-Holstein) eingetragen und damit unter Denkmalschutz gestellt.
Entlang des Abschnittes zwischen Schlutup und Brandenbaum befindet sich das 91 Hektar große FFH-Gebiet Moorwälder am Wesloer Moor und am Herrnburger Landgraben (FFH DE 2130-352). An der Ostseite des Landgrabens schließt sich das Landschaftsschutzgebiet Palinger Heide und Halbinsel Teschow an.